# Natasha Kai
Natasha Kanani Janine Kai (Kahuku (Hawaï), 22 mei 1983) is een Amerikaans voetbalster. Ze speelde voor onder meer Sky Blue FC en Philadelphia Independence. Kai won met het Amerikaans voetbalelftal goud op de Olympische Zomerspelen 2008 in Peking.

## Clubcarrière
| Jaar        | Club                               |
| ----------- | ---------------------------------- |
| 2002 - 2005 | Hawaii Rainbow Wahine (schoolteam) |
| 2009 - 2010 | Sky Blue FC                        |
| 2011        | Philadelphia Independence          |